# Медведков, Максим Юрьевич
Макси́м Ю́рьевич Медве́дков (род. 2 января 1957) — российский государственный деятель, руководитель делегации на переговорах о вступлении России во Всемирную торговую организацию (ВТО).

## Биография
Окончил Московский государственный институт международных отношений (МГИМО) МИД СССР по специальности «экономист внешней торговли» (1979)
- В 1979—1982 — референт, старший референт отдела Северных стран Управления торговли с западными странами Министерства внешней торговли СССР.
- С 1982 — старший экономист Торгпредства СССР в Швейцарии.
- С 1987 — эксперт, главный эксперт, ответственный секретарь Главного управления экономических связей с развитыми капиталистическими странами Министерства внешней торговли, затем Министерства внешнеэкономических связей СССР.
- С 1992 — начальник отдела, заместитель начальника Главного управления, Департамента многостороннего экономического сотрудничества Министерства внешних экономических связей России.
- В 1996—2000 — генеральный директор Центра торговой политики и права.

В 2000—2004 — заместитель министра экономического развития и торговли России. С февраля 2001 — руководитель делегации РФ на переговорах о вступлении России во Всемирную торговую организацию. С декабря 2002 — член Комиссии правительства России по защитным мерам во внешней торговле и таможенно-тарифной политике.
В 2004, после реорганизации структуры правительства, был назначен директором департамента торговых переговоров Министерства экономического развития и торговли России.
Профессор, заведующий кафедрой торговой политики в Государственном университете — Высшей школе экономики, ведёт учебные курсы «Россия и ВТО», «Перспективы развития многосторонней торговой системы».

М. Ю. Медведков считает, что вступление России в ВТО будет иметь позитивный эффект для российских потребителей: 

Если говорить конкретно, снизятся цены на лекарства, снизятся цены на большую группу товаров повседневного спроса. На лекарства они снизятся потому, что мы снижаем пошлины в рамках переговорного процесса на те фармацевтические изделия, медицинские товары, которые в России не производятся. То же самое произойдет с электротехникой, которая в России не производится, со многими другими товарами. То есть жизнь в стране станет просто дешевле в силу того, что рынок будет конкурентен.

## Награды
- Орден Почёта
- Медаль «За вклад в развитие Евразийского экономического союза» (29 мая 2019 года, Высший Евразийский экономический совет)[1]